# ТЕС Джидда (SWCC)
21°33′8″ пн. ш. 39°7′5″ сх. д. / 21.55222° пн. ш. 39.11806° сх. д.
ТЕС Джидда (SWCC) — теплова електростанція на західному узбережжі Саудівської Аравії.
В 1970-х роках в Джидді узялись за розвиток майданчику з опріснення води, який використовував технологію багатостадійного випаровування (Multi Stage Flash). Для роботи цього обладнання була необхідна пара, тому опріснення суміщали з виробництвом електроенергії.
У підсумку на майданчику ввели в дію 4 черги:
- в 1972-му з електричною потужністю 50 МВт та можливістю продукувати 1893 м³ прісної води на добу;
- в 1978-му із трьома паровими турбінами потужністю по 25 МВт та добовим виробництвом 37850 м³ прісної води;
- в 1978-му із трьома паровими турбінами потужністю по 62 МВт та добовим виробництвом 75700 м³ прісної води;
- в 1978-му із п’ятьма паровими турбінами потужністю по 118 МВт та виробництвом 189250 м³ прісної води на добу.
Таким чином, хоча в 1980-му першу чергу вже вивели з експлуатації, загальна потужність комплексу досягнула 851 МВт та 303 тисяч м3 на добу.
В 2005-му вивели з експлуатації третю чергу, а в 2007-му зупинили другу.
Як паливо станція використовує нафту.